# Jorge Lavat
Jorge Lavat Bayona (* 3. August 1933 in Mexiko-Stadt; † 14. September 2011 ebenda) war ein mexikanischer Schauspieler, der insbesondere als Synchronsprecher von „Gomez Addams“ in der spanischsprachigen Version von The Addams Family bekannt wurde.

## Leben
Lavat stammte aus einer bekannten mexikanischen Künstlerfamilie. Seine ältere Schwester Queta Lavat ist eine Schauspielerin, die in über 130 Filmen mitspielte, während sein jüngerer Halbbruder José Lavat als Schauspieler unter anderem in dem Film Medicine Man – Die letzten Tage von Eden (1992) mitwirkte.
Sein eigenes Debüt als Schauspieler gab er 1958 in der Fernsehserie Senda prohibida und kurz darauf als Filmschauspieler in Las mil y una noches. In den folgenden Jahrzehnten spielte er in über 80 weiteren Filmen und Fernsehserien mit.
Weite Bekanntheit erreichte er zudem als Synchronsprecher von „Gomez Addams“ in der spanischsprachigen Version von The Addams Family. Zuletzt wirkte er kurz vor seinem Tod 2011 in der Rolle des „Julio Arisméndi“ in mehreren Episoden der Fernsehserie Eva Luna mit.
Seine Tochter Adriana Lavat ist ebenfalls Schauspielerin und mit dem Fußballspieler Rafael Márquez verheiratet.

## Filmografie (Auswahl)
- 1964: El gallo de oro
- 1967: El usurpador (Fernsehserie)
- 1969: Flor marchita
- 1971: Rosario
- 1973: Besos, besos... y mas besos
- 1979: Julia (Fernsehserie)
- 1984: El billetero
- 2002: Caro o cruz (Fernsehserie)
- 2010: Eva Luna (Fernsehserie)
- 2010: Marcelino